# 西兰桥
西兰桥（丹麦语：Sjællandsbroen）是一座公路跨海桥梁，位于丹麦哥本哈根。建成初期为开启桥，其开启功能现已停用。开启功能停用后，从桥下通过的船只限高3米。

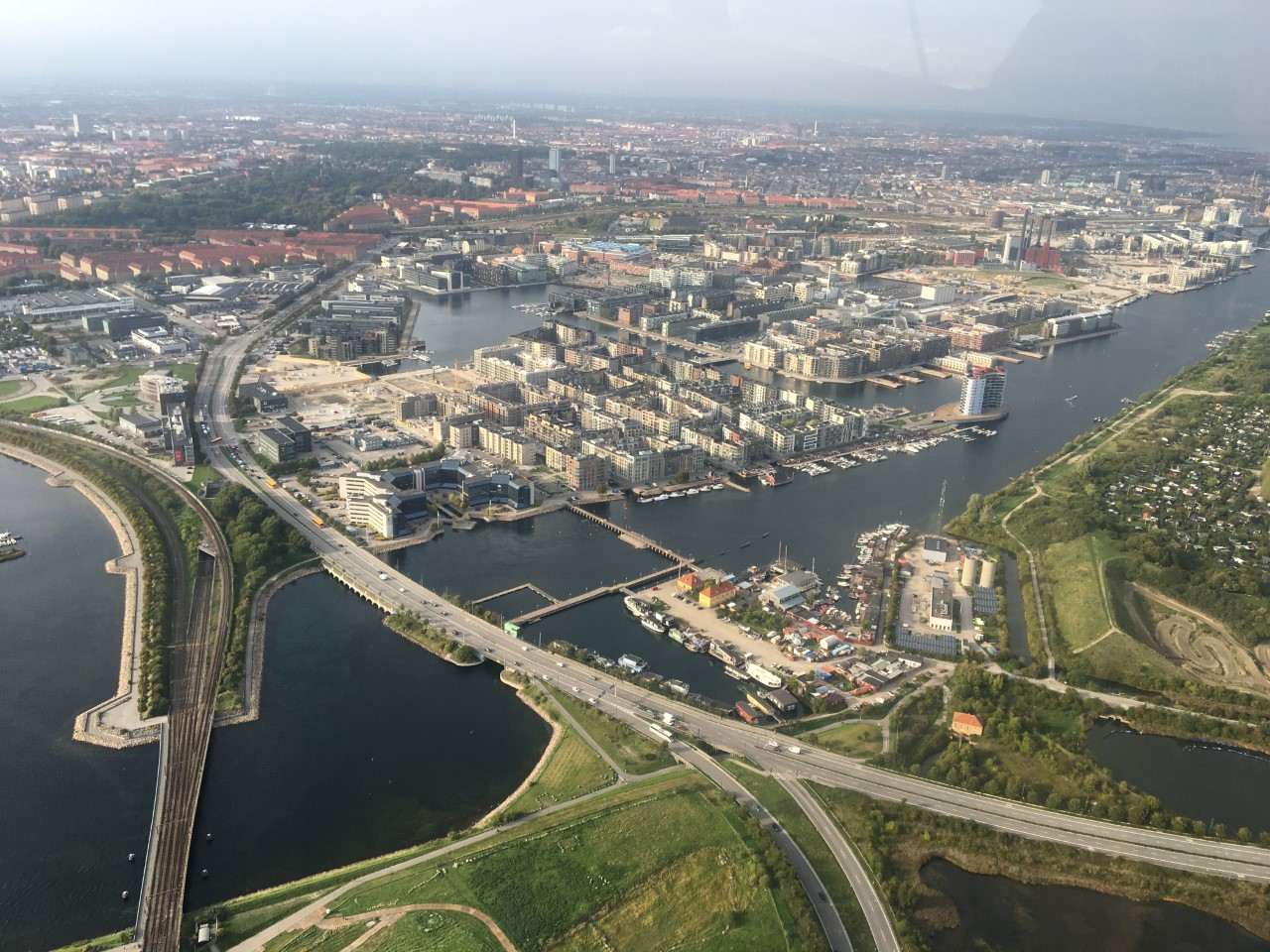
西兰桥所在的区域的航拍图。图中宽阔的跨海桥梁即为西兰桥。图中西兰桥附近的海船闸即为哥本哈根船闸。